# Tarachidia bruchi
Tarachidia bruchi là một loài bướm đêm trong họ Noctuidae.